# 4Backwoods
4Backwoods est un un groupe allemand de rock, originaire d'Eitorf, actif entre 1993 et 2012.

## Histoire
Le groupe se forme en 1993 à Eitorf. Dans sa première composition, le groupe se compose de Thorsten Gerhards, Sascha Olbertz, André Kolf et Wolfgang Nüchel. Le chiffre quatre représente le nombre de membres du groupe et le backwoods, transposition littérale du mot Hinterwäldler, leur origine dans la province de Rhénanie-du-Nord-Westphalie. Le groupe se produit d'abord dans les environs de Bonn. En tant que vainqueur du concours musical « Hörkraft », le groupe est envoyé en tournée en Angleterre par sa commune d'origine en 1994. En 1996, Thorsten Gerhards est remplacé par le chanteur Daniel Wagner et en 1998, le batteur Wolfgang Nüchel est remplacé par Christoph Becker.
En 1999, le groupe se produit au festival Rheinkultur de Bonn, au Ringfest de Cologne et à Faak am See en Autriche. Entre 2001 et 2003, le groupe donne des concerts en Allemagne, en Autriche et au Luxembourg, notamment en première partie de groupes comme HIM, The Cardigans, Therapy?, Reamonn, Farin Urlaub, Die Happy, 4Lyn, Such a Surge, Liquido, Donots, Blackmail et Glow.
En 2002, le guitariste Sascha Olbertz quitte le groupe, et est remplacé par Florian Deutzmann en 2003. La même année, le groupe enregistre son premier album The Dream I Live In,,, et obtient un contrat de distribution avec le label discographique indépendant Eat the Beat Records. Au cours des années suivantes, le groupe donne des concerts dans divers festivals et clubs, ainsi qu'en première partie de groupes tels que Motörhead, System of a Down et Beatsteaks.
Fin 2006, le guitariste Florian Deutzmann quitte le groupe et est remplacé par Stephan Breidenich. En 2011, les 4Backwoods se produisent dans le club Mauerwerk au sein du soap quotidien Gute Zeiten, schlechte Zeiten,. Ils atteignent alors la première place dans le classement des téléchargements sur Amazon et se classent également dans le top 10 sur d'autres plateformes comme Saturn, Musicload et iTunes. En 2011, le guitariste Stephan Breidenich est remplacé par Mario Kleine. En 2012, le groupe se sépare.

## Discographie

### Albums studio
- 1994 : Back from the Woods
- 1999 : Going Nuts
- 2001 : These Little Things[7]
- 2004 : The Dream I Live In
- 2010 : Be Different or Die[8]

### Singles
- 2004 : The Dream I Live In
- 2010 : (I Just) Died in Your Arms Tonight
- 2010 : Supernova Day
- 2010 : Butterfly